# Thomas Telford

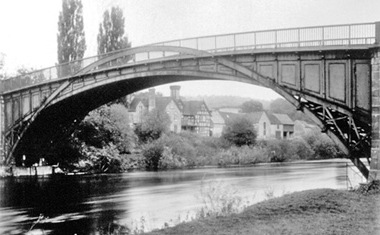
Eerste ijzerenbrug van Telford in Buildwas. Gebouwd in 1796 en gesloopt in 1905.

Thomas Telford (Eskdale, 9 augustus 1757 - Londen, 2 september 1834) was een Schots civiel ingenieur, architect en metselaar en een bekende bouwer van wegen, bruggen en kanalen. Nadat hij zichzelf had bewezen als ontwerper van bruggen en kanaalprojecten in Shropshire, ontwierp hij een groot aantal infrastructurele projecten in Schotland, alsmede havens en tunnels. Hij overleed op 2 september 1834 op 77-jarige leeftijd en ligt begraven in de Westminster Abbey.

## Jeugd en eerste werkervaring
Telford werd geboren op 9 augustus 1757 in een boerderij in Eskdale, in het graafschap Dumfriesshire. Zijn vader John Telford was een herder en hij overleed kort na de geboorte van Thomas in november 1757. Thomas werd door zijn moeder Janet Jackson (overleden 1794) opgevoed. Na zijn school ging hij op 14-jarige leeftijd in de leer bij een steenhouwer. In 1780 vertrok hij voor een jaar naar Edinburgh en begin 1782 verhuisde hij naar Londen. In Londen, na een ontmoeting met architecten Robert Adam en Sir William Chambers, raakte hij betrokken bij de bouw van Somerset House. Twee jaar later vond hij werk bij de marinewerf van Portsmouth. Zijn verantwoordelijk was toegenomen en hij hield zich bezig met het ontwerp en het beheer van hele bouwprojecten.
In 1787 werd hij, na tussenkomst van William Pulteney, verantwoordelijk voor openbare werken in Shropshire. Hij was betrokken bij de renovatie van Shrewsbury Castle, de gevangenis en diverse kerken. In 1788 werd zijn advies gevraagd over de kerk van St Chad’s Church in Shrewsbury. Hij waarschuwde dat de kerktoren op instorten stond en drie dagen later gebeurde het daadwerkelijk. Zijn reputatie werd hierdoor versterkt.
Telford was ook verantwoordelijk voor de bruggen. In 1790 ontwierp hij een brug over de Severn, onderdeel van de belangrijke weg van Londen naar Holyhead. Dit was de eerste van 40 bruggen die onder zijn leiding in Shropshire zijn gebouwd. De brug bij Buildwas was de eerste ijzeren brug van zijn hand. Telford was een van de eerste ingenieurs die zijn bouwmaterialen grondig testte voor de bouw.

## Bekende projecten
Enkele van zijn bekende projecten zijn:
- het Ellesmere Canal met het Pontcysyllte-aquaduct, Chirk-aquaduct en Chirk Tunnel
- het Götakanaal
- het Caledonisch Kanaal
- het Crinan Canal
- de Menai Suspension Bridge
- de St Katharine Docks in Londen
- het Gloucester and Sharpness Canal
- het Trent and Mersey Canal en de Harecastle Tunnel

## Laatste jaren
Telford kocht in 1821, hij was toen 64 jaar oud, zijn eerste huis op Abington Street 24 dicht bij het parlement in Londen.. Door zijn vele reizen in binnen- en buitenland, bleef hij nooit lang op een plaats. Vanaf 1800 had hij permanent een kamer in de Salopian Coffee House, Charing Cross 41. Hier verbleef hier onregelmatig en nooit langer dan twee maanden achter elkaar. Hier ontving hij zijn gasten en medewerkers en het hotel zorgde voor kamers.  In 1820 werd Telford de eerste president van de Institution of Civil Engineers. Het was gevestigd in Buckingham Street. Als president stimuleerde Telford de verspreiding van praktische kennis en ieder lid werd geacht een gerealiseerd project te bespreken. Na 1830 werd zijn rol beperkter, hij kampte met gezondheidsproblemen en werd doof. Hij werkte aan een autobiografie, met weinig aandacht voor zijn persoon en veel over zijn werken. Op 2 september 1834 overleed hij. Zijn vermogen van £ 16.600 werd verdeeld, £ 2000 en al zijn boeken en tekeningen gingen naar de Institution of Civil Engineers, £ 2000 was bestemd voor de bibliotheek in zijn geboorteplaats en de rest werd verdeeld over vrienden, assistenten en mensen waarmee hij intensief had samengewerkt.
- Bibsys: 90142345
- CiNii: DA03869123
- Gemeinsame Normdatei: 118867725
- International Standard Name Identifier: 0000 0000 8114 5973
- Library of Congress Control Number: n50008225
- Bibliotheek van het Japanse parlement: 00458447
- Nationale bibliotheek van Australië: 35542920
- Nationale Bibliotheek van Israël: 987007437226205171
- Nederlandse Thesaurus van Auteursnamen: 072777214
- Réseau des bibliothèques de Suisse occidentale: 02-A013107131
- RKD-Nederlands Instituut voor Kunstgeschiedenis: 313841
- LIBRIS: 280030
- SNAC: w6p56gkf
- Système universitaire de documentation: 244791740
- Trove: 990262
- Union List of Artist Names: 500026120
- Virtual International Authority File: 35254198
- WorldCat: E39PBJbWvv3rP64J36WPd3BgKd